# Chorinea
Chorinea es un género de mariposas de la familia Riodinidae.

## Descripción
Especie tipo Erycina (chorinea) xanthippe Gray, G, 1832.

## Diversidad
Existen 8 especies reconocidas en el género, todas ellas tienen distribución neotropical.

## Plantas hospederas
Las especies del género Chorinea se alimentan de plantas de la familia Celastraceae. Las plantas hospederas reportadas incluyen los géneros Prionostemma, Semialarium.